# Phạm Thị Hoài
Dans ce nom, le nom de famille, Phạm, précède le nom personnel.
Phạm Thị Hoài est une romancière vietnamienne née en 1960, en pleine époque de la guerre du Viêt Nam, dans le Nord du Viêt Nam. Tout comme les écrivains Nguyễn Huy Thiệp, Dương Thu Hương et Bảo Ninh, Phạm Thị Hoài participe à la renaissance littéraire du Viêt Nam qui fait suite à l'interruption causée par la Guerre du Viêt Nam, un conflit armé qui a duré entre 1964 et 1975.
Son premier roman, La Messagère de cristal, est publié en 1991, mais est interdit au Viêt Nam en raison du contrôle étatique exercé par le gouvernement vietnamien sur la culture. Il est néanmoins traduit en six langues et reçoit un prix littéraire allemand récompensant le meilleur roman étranger en 1993 (Frankfurt Literaturpreis).
En 2012, elle partage son temps entre Hanoï et Berlin, l'endroit où elle a étudié la littérature dans les années 1980. En plus de son travail de romancière, Phạm Thị Hoài est aussi connue pour avoir traduit en vietnamien des œuvres littéraires venant de célèbres auteurs allemands tels que Franz Kafka, Bertolt Brecht et Friedrich Dürrenmatt.

## Œuvres littéraires
- La Messagère de cristal (1991)
- Menu de dimanche (1997)

### Sources
- (en) hạm Thị Hoài
- Les livres de PHẠM Thị Hoài
- (en) openDemocracy. « What remains: Vietnam in my heart